# Hemisquilla californiensis
Hemisquilla californiensis is een bidsprinkhaankreeftensoort uit de familie van de Hemisquillidae. De wetenschappelijke naam van de soort is voor het eerst geldig gepubliceerd in 1967 door Stephenson.